# KSPN (AM)
KSPN (710 kHz) é uma estação de rádio AM comercial licenciada para Los Angeles, Califórnia, e servindo a área da Grande Los Angeles. De propriedade da Good Karma Brands, a estação transmite um formato esportivo como afiliada de mercado da ESPN Radio. Os estúdios da KSPN estão localizados no ESPN Los Angeles Studios em LA Live no centro de Los Angeles, enquanto o transmissor reside em Irwindale. Além de uma transmissão analógica padrão, a KSPN é transmitida simultaneamente pela antiga estação irmã KRDC e está disponível online; a KSPN também está licenciada para transmitir no formato HD Radio (híbrido).